# Страна (фильм)
«Страна» (англ. In Country) — американский художественный фильм режиссёра Нормана Джуисона, экранизация одноимённого романа Бобби Энн Мэйсон. В фильме снялся актёр Брюс Уиллис, который был номинирован за эту роль на кинопремию «Золотой глобус».

## Сюжет
Молодая 17-летняя девушка Саманта Хьюс живёт в небольшом городке в штате Кентукки. Её отец погиб во Вьетнаме ещё до её рождения. Её мать снова вышла замуж и живёт отдельно от старшей дочери. Девушка пытается понять, кем и чем был её отец, разговаривает с его фотографиями, рассказывает о своей жизни. Она также пытается узнать побольше об отце у его брата Эмметта Смита, который тоже воевал во Вьетнаме, и у родителей отца. В общем и целом, как такового, сюжета нет. Просто девушка ищет себя посредством попыток разобраться в том, кем был её отец. В финале девушка отправляется с бабушкой посетить мемориальное кладбище ветеранов Вьетнама в Вашингтоне.

## В ролях
- Эмили Ллойд — Саманта Хьюс
- Брюс Уиллис — Эмметт Смит
- Джоан Аллен — Айрин
- Кевин Андерсон — Лонни
- Джон Терри — Том
- Джим Бивер — граф Смит